# Melanotaenia sexlineata
Melanotaenia sexlineata är en fiskart som först beskrevs av Munro, 1964.  Melanotaenia sexlineata ingår i släktet Melanotaenia och familjen Melanotaeniidae. IUCN kategoriserar arten globalt som otillräckligt studerad. Inga underarter finns listade i Catalogue of Life.